# María Hurtado
María Trinidad Hurtado (* 12. Dezember 2000) ist eine chilenische Leichtathletin, die sich auf den Weitsprung spezialisiert hat.

## Sportliche Laufbahn
Erste internationale Erfahrungen sammelte María Hurtado im Jahr 2016, als sie bei den U18-Südamerikameisterschaften in Concordia in 12,42 s den achten Platz im 100-Meter-Lauf belegte und auch im Weitsprung mit 5,53 m auf Rang acht gelangte. Im Jahr darauf klassierte sie sich mit einer Weite von 5,17 m auf Platz 13 bei den U20-Panamerikameisterschaften in Trujillo und 2019 gewann sie bei den U20-Südamerikameisterschaften in Cali mit einer Weite von 6,06 m die Bronzemedaille und belegte mit der chilenischen 4-mal-100-Meter-Staffel in 46,88 s den vierten Platz. Anschließend nahm sie an der Sommer-Universiade in Neapel teil und verpasste dort mit 5,76 m den Finaleinzug. 2021 wurde sie mit einem Sprung auf 6,06 m Siebte bei den Südamerikameisterschaften in Guayaquil. Mitte Oktober erreichte sie bei den U23-Südamerikameisterschaften ebendort mit 6,05 m Rang vier im Weitsprung und gewann mit der Staffel in 46,06 s die Bronzemedaille hinter den Teams aus Brasilien und Ecuador. Ende November klassierte sie sich bei den erstmals ausgetragenen Panamerikanischen Juniorenspielen in Cali mit 6,03 m auf dem siebten Platz im Weitsprung und erreichte in der 4-mal-100-Meter-Staffel nach 45,10 s Rang fünf.

## Persönliche Bestleistungen
- 100 Meter: 12,14 s (+1,5 m/s), 29. April 2017 in Medellín
- Weitsprung: 6,39 m (+1,4 m/s), 14. September 2021 in Santiago de Chile